# Qatar ExxonMobil Open 2023
Qatar ExxonMobil Open 2023 byl tenisový turnaj mužů hraný na profesionálním okruhu ATP Tour v Mezinárodním tenisovém a squashovém komplexu chalífy. Třicátý první ročník Qatar Open se konal mezi 20. až 26. únorem 2023 v katarském hlavním městě Dauhá na otevřených dvorcích s tvrdým povrchem Plexicushion.
Turnaj dotovaný 1 485 775 dolary patřil do kategorie ATP Tour 250. Nejvýše nasazeným singlistou se stal párý tenista světa Andrej Rubljov, kterého ve čtvrtfinále vyřadil Jiří Lehečka. Jako poslední přímý účastník do hlavní singlové soutěže nastoupil australský 84. hráč žebříčku Jason Kubler.  V důsledku invaze Ruska na Ukrajinu na konci února 2022 řídící organizace tenisu ATP, WTA a ITF s grandslamy rozhodly, že ruští a běloruští tenisté mohli dále na okruzích startovat, ale do odvolání nikoli pod vlajkami Ruska a Běloruska.
Sedmnáctý singlový titul na okruhu ATP Tour vybojoval 27letý Daniil Medveděv, jenž navázal na týden starý triumf z Rotterdam Open. Čtyřhru vyhrála indicko-australská dvojice Rohan Bopanna a Matthew Ebden, jejíž členové získali premiérovou společnou trofej. Bopanna již Qatar Open ovládl v roce 2020 a Ebden se v Dauhá stal historicky prvním australským šampionem.

## Rozdělení bodů a finančních odměn

### Rozdělení bodů
| Soutěž  | Soutěž      | vítězové | finalisté | semifinalisté | čtvrtfinalisté | 16 v kole | 32 v kole | Q  | Q2 | Q1 |
| ------- | ----------- | -------- | --------- | ------------- | -------------- | --------- | --------- | -- | -- | -- |
| dvouhra | [ 1 ] [ 5 ] | 250      | 150       | 90            | 45             | 20        | 0         | 12 | 6  | 0  |
| čtyřhra | [ 6 ]       | 250      | 150       | 90            | 45             | 0         | —         | —  | —  | —  |

### Finanční odměny
| Soutěž                              | Soutěž      | vítězové  | finalisté | semifinalisté | čtvrtfinalisté | 16 v kole | 32 v kole | Q2      | Q1      |
| ----------------------------------- | ----------- | --------- | --------- | ------------- | -------------- | --------- | --------- | ------- | ------- |
| dvouhra                             | [ 1 ] [ 5 ] | 209 445 $ | 122 175 $ | 71 830 $      | 41 615 $       | 24 165 $  | 14 770 $  | 7 385 $ | 4 030 $ |
| čtyřhra                             | [ 6 ]       | 72 780 $  | 38 940 $  | 22 820 $      | 12 750 $       | 7 520 $   | —         | —       | —       |
| částka ve čtyřhře je uvedena na pár |             |           |           |               |                |           |           |         |         |

## Dvouhra mužů

### Nasazení
| Stát                          | Hráč                        | ATP | Nasazení |
| ----------------------------- | --------------------------- | --- | -------- |
|                               | Andrej Rubljov              | 5.  | 1.       |
| Kanada                        | Félix Auger-Aliassime       | 8.  | 2.       |
|                               | Daniil Medveděv             | 11. | 3.       |
| Německo                       | Alexander Zverev            | 17. | 4.       |
| Španělsko                     | Roberto Bautista Agut       | 24. | 5.       |
| Spojené království            | Dan Evans                   | 29. | 6.       |
| Španělsko                     | Alejandro Davidovich Fokina | 3.  | 31.      |
| Nizozemsko                    | Botic van de Zandschulp     | 35. | 8.       |
| Žebříček ATP k 13. únoru 2023 |                             |     |          |

### Jiné formy účasti
Následující hráčí obdrželi divokou kartu do hlavní soutěže:
- Andy Murray
- Abedallah Shelbayh
- Fernando Verdasco

Následující hráči postoupili z kvalifikace:
- Liam Broady
- Damir Džumhur
- Oleksij Krutych
- Alexandre Müller

Následující hráč postoupil z kvalifikace jako šťastný poražený:
- Nikoloz Basilašvili

### Odhlášení
před zahájením turnaje
- Marin Čilić → nahradil jej  Márton Fucsovics
- Borna Ćorić → nahradil jej  Christopher O'Connell
- Jack Draper → nahradil jej  Nikoloz Basilašvili
- Rafael Nadal → nahradil jej   Ilja Ivaška

## Mužská čtyřhra

### Nasazení
| Stát                                                                                    | Hráč          | Stát       | Hráč             | ATP | Nasazení |
| --------------------------------------------------------------------------------------- | ------------- | ---------- | ---------------- | --- | -------- |
| Chorvatsko                                                                              | Nikola Mektić | Chorvatsko | Mate Pavić       | 15. | 1.       |
| Monako                                                                                  | Hugo Nys      | Polsko     | Jan Zieliński    | 36. | 2.       |
| Indie                                                                                   | Rohan Bopanna | Austrálie  | Matthew Ebden    | 62. | 3.       |
| Nizozemsko                                                                              | Robin Haase   | Nizozemsko | Matwé Middelkoop | 66. | 4.       |
| Žebříček ATP k 13. únoruu 2023; číslo je součtem žebříčkového postavení obou členů páru |               |            |                  |     |          |

### Jiné formy účasti
Následující páry obdržely divokou kartu do hlavní soutěže:
- Liam Broady /  Alexander Zverev
- Malek Džazírí /  Mubarak Shannan Zayid

Následující pár nastoupil z pozice náhradníka: 
- Patrik Niklas-Salminen /  Emil Ruusuvuori

### Odhlášení
před zahájením turnaje
- Jack Draper /  Jiří Lehečka → nahradili je  Patrik Niklas-Salminen /  Emil Ruusuvuori
- Lloyd Harris /  Raven Klaasen → nahradili je  Raven Klaasen /  Hunter Reese
- Kevin Krawietz /  Tim Pütz → nahradili je  Tim Pütz /  Jan-Lennard Struff

## Přehled finále

### Mužská dvouhra
- Daniil Medveděv vs.  Andy Murray, 6–4, 6–4

### Mužská čtyřhra
- Rohan Bopanna /  Matthew Ebden vs.  Constant Lestienne /  Botic van de Zandschulp,  6–7(5–7), 6–4, [10–6]